# Sam Paganini

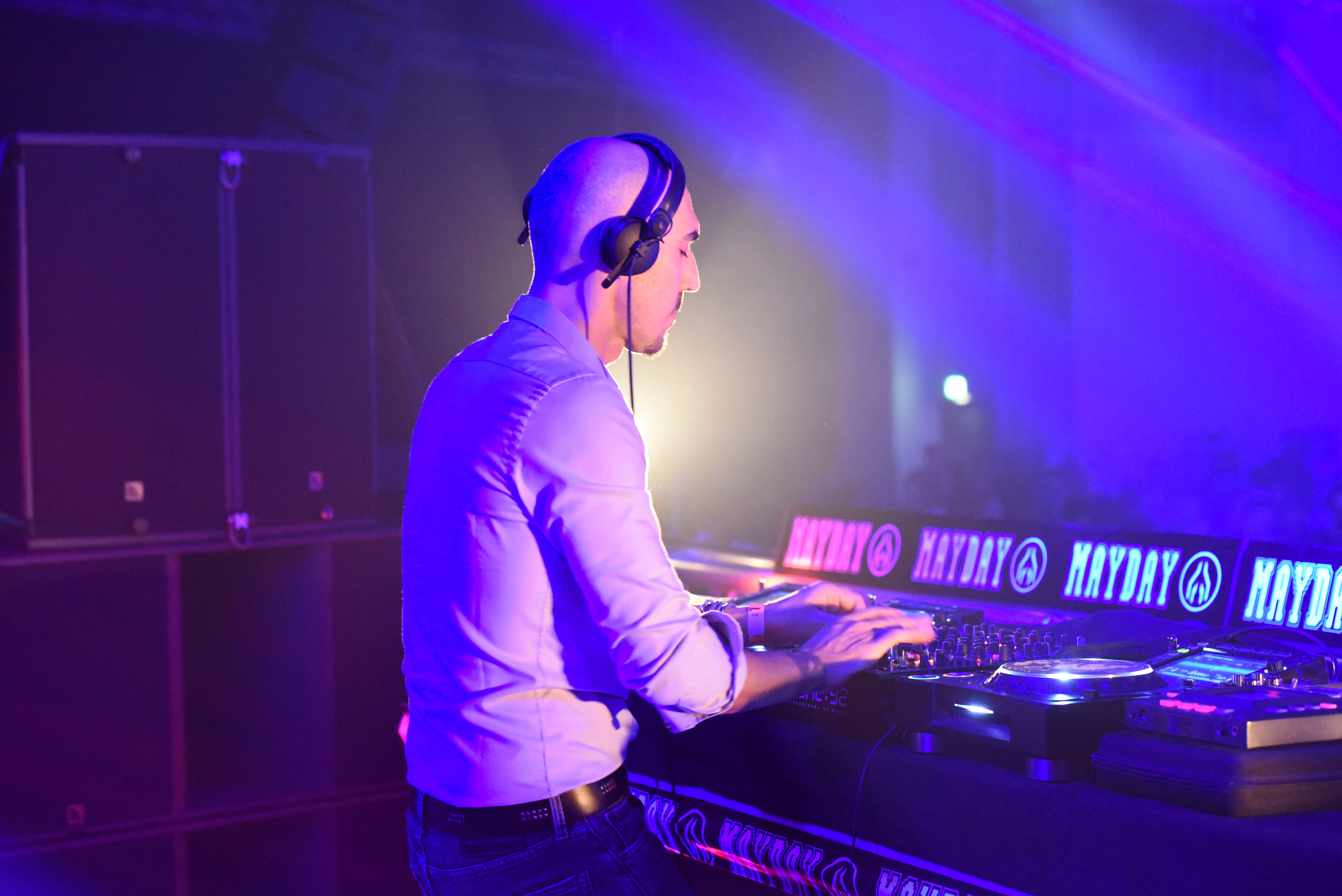
Sam Paganini auf der Mayday 2019

Samuel „Sam“ Paganini ist ein italienischer DJ und Techno-Produzent.

## Leben
Paganini wuchs in der italienischen Stadt Vittorio Veneto in der Provinz Treviso auf. Im Alter von 15 Jahren spielte er bereits Schlagzeug, Gitarre und Klavier in verschiedenen lokalen Rockbands, bevor er sich der elektronischen Musik widmete.
1996 veröffentlichte Paganini unter seinem damaligen Künstlernamen Paganini Traxx den Song Zoe, welcher sich internationaler Beliebtheit erfreute und in Großbritannien auf Platz 47 der Musikcharts stieg.
Mehrere Jahre lang war Paganini auf verschiedenen kleineren Labels vertreten, bis ihn 2011 schließlich Techno-Pionier Richie Hawtin auf sein Label Plus 8 holte. Kurze Zeit später wechselte der DJ jedoch zu Sven Väths Label Cocoon Recordings und 2012 schließlich zum schwedischen Label drumcode. Dort veröffentlichte er 2014 sein Album Satellite. Der darauf enthaltene Song Rave hat sich mittlerweile zu einem Klassiker im Techno-Milieu entwickelt.

## Diskografie

### Alben
- 2014: Satellite (drumcode)

### EPs
- 1999: First (Sym Music)
- 2000: Another Slave (Sym Music)
- 2009: Session One (Android Muziq)
- 2010: Shibuya’s Cosplayer (mit Johnny Kaos, Android Muziq)
- 2010: The Beginning (Form)
- 2011: Cobra (Plus 8)
- 2012: Prisma (drumcode)
- 2012: Eros (drumcode)
- 2013: Body to Body (Cocoon)
- 2013: Black Leather (drumcode)
- 2016: The Beat (drumcode)